# 夜明けの二人
「夜明けの二人」（よあけのふたり）は、1968年4月5日にビクターレコードより発売された橋幸夫の96枚目のシングルである（SV-683）。橋が主演した同名の松竹映画の主題歌になっている。

## 概要
- 「二人」シリーズとしては「雨の中の二人」「汐風の中の二人」の宮川哲夫作詞、利根一郎作曲のレコード大賞（「霧氷」）コンビのシリーズがあるが、本作はそれらとは無関係で、橋の恩師である佐伯孝夫作詞、吉田正作曲の作品である。
- 制作のきっかけは、橋が主演するハワイへの日本人移民100年を記念映画の企画があり、この主題歌として制作された[1]。
- 橋とハワイの関係は深く、デビューの翌々年の1962年と、その2年後1964年にはハワイ公演を実現している。ハワイ現地に日本人歌手としては初のファンククラブも作られていた[2]。なおハワイ公演は。その後も5回行われている。。
- 歌詞にでてくる「ブーゲンベリヤ」は、「ブーゲンビリア」のことで、当時日本では珍しく、あえてこのように表現したことを橋は「佐伯美学」と評している[3]。
- ジャケット写真のバックにもハワイの風景が使われている。
- c/wの「夢見るジェーン」も佐伯、吉田の作品である。

## 収録曲
1. 夜明けの二人
作詞：佐伯孝夫、作・編曲：吉田正
2. 夢見るジェーン
作詞：佐伯孝夫、作・編曲：吉田正

## 収録アルバム
- 橋幸夫芸能生活４５周年記念『歌の架け橋』（2005.12.16）

他

## 映画「夜明けの二人」
- ハワイ移民百年祭記念映画（松竹）で、1968年4月28日公開、脚本は桜井義久/野村芳太郎、監督は野村芳太郎[4]。カラー・シネマスコープ・101分。
- 橋幸夫の共演相手は倍賞千恵子が最多で、その後由美かおるとの共演がつづいたが、本作ではじめて黛ジュンと共演。
- 中野秀夫（橋幸夫）はある日、知り合いから無理矢理日系三世の三崎令子（黛ジュン）の案内を押しつけられた。6ヶ月後、秀夫はカメラの仕事でハワイに旅立ち、そこで令子と再会する。しかし、令子にはすでに徹也（山口崇）という婚約者おり、秀夫の祖父の弟の孫であった。このため秀夫は、令子への慕情を絶ち帰国するが、令子は日系人が催す「桜まつり」の準ミスとして日本に派遣され、二人は夜明けの街で再会する。
- 記念映画の性格もあり、ハワイの観光地が多数登場する。
- 橋は、主題歌の「夜明けの二人」、「夢見るジェーン」に加え、「恋をするなら」を、さらに「乙女の祈り」を黛ジュンと一緒に歌っているほか、寺内タケシとバニーズが出演し「レッツ・ゴー・ブガルー」を歌唱。
- 橋と黛ジュンはこの後「恋の乙女川」「東京⇔パリ 青春の条件」（橋幸夫の芸能生活10周年記念映画）でも共演している。
- 助演として、劇伴の中村八大、そして当時相撲界で売り出し中のハワイアン力士・高見山大五郎。

### スタッフ
- 製作：杉崎重美
- 脚本：桜井義久、野村芳太郎
- 監督：野村芳太郎
- 撮影：川又昻
- 美術：梅田千代夫
- 音楽：中村八大
- 録音：栗田周十郎
- 照明：三浦礼
- 編集：浜村義康
- スチル：長谷川宗平

### 出演者
- 中野秀夫：橋幸夫
- 中野虎太郎：花沢徳衛
- 中野政子：南美江
- 三崎令子：黛ジュン
- 吉田辰次郎：伴淳三郎
- 吉田徹也：山口崇
- 村田ひろみ：生田悦子
- 沢本明：竹脇無我
- 沢本勇：小沢栄太郎
- 冬川省二：中村八大
- K子（モデル）：園江梨子
- スティブン坂田：長門裕之
- 前田角造：内田朝雄
- 佐々木君子：香山美子
- アメリカ合衆国上院議員：ダニエル井上
- アメリカ合衆国下院議員：スパーク松永、パッシイシング竹本
- ジェシィ：高見山
- バンド：寺内タケシとバニーズ

### 同時上映
『思い出の指輪』
- 脚本：桜井義久 / 監督：斎藤耕一 / 主演：ヴィレッジ・シンガーズ
- ヴィレッジ・シンガーズの同名の楽曲を映画化。

### 映像ソフト
- 2006年1月28日より、松竹からDVDが発売されている。